# Aderazione
L'aderazione (in latino adaeratio) consiste nella conversione monetaria di tributi teoricamente richiesti in natura. Etimologicamente, il termine latino è formato col preverbio ad la radice del sostantivo aes, aeris ('bronzo', ma per estensione 'moneta'). Letteralmente, quindi, significa proprio 'trasformazione (di qualcosa) in moneta'.

## Aderazione nella tarda antichità
Lo storico Santo Mazzarino studiò, per il periodo tardo-antico, la notevole divaricazione tra gli alti valori richiesti dall'autorità fiscale per l'adaeratio dei cavalli, e il loro prezzo di mercato, e interpretò l'aderazione come un fenomeno rivelatore della lotta di classe che contrapponeva i contadini agli esattori.